# Notis Botsaris
Notis Botsaris (gr. Νότης Μπότσαρης; ur. 19 października 1756 w Suli, zm. 1841 w Nafpaktos) – grecki wojskowy w stopniu generała porucznika.

## Życiorys
Był kierownikiem latarni morskiej. W 1805 roku został aresztowany i uwięziony w jednej z twierdz położonych na terenie osmańskiej Grecji; udało mu się uciec z więzienia oraz przedostać na wyspę Korfu. 15 stycznia 1822 roku Botsaris został mianowany ministrem wojny, jednak ze względu na sytuację polityczną zdecydował się nie obejmować tego stanowiska. W 1827 roku został ranny podczas walk o niepodległość, dwa lata później uczestniczył w oblężeniu Nafpaktos.
Podczas panowania króla Ottona I został awansowany do stopnia generała porucznika.

## Życie prywatne
Syn Jeorjosa. Miał czworo rodzeństwa, w tym brata Kitsosa.
Żonaty z Christiną Beką, miał z nią 12 dzieci.